# Pseudomiopteryx festae
Pseudomiopteryx festae är en bönsyrseart som först beskrevs av Giglio-tos 1898.  Pseudomiopteryx festae ingår i släktet Pseudomiopteryx och familjen Thespidae. Inga underarter finns listade i Catalogue of Life.